# 沧惠片
沧惠片（根据《中国语言地图集》、《汉语官话方言研究》）是冀鲁官话的一个分支，分布在河北省东南部和山东省北部。

## 特征
1. 清入多归阴平，少数归阳平、上声、去。这点与石济片同，但沧惠片归上声的字更多。其中，临邑、沾化的清入字主要归上声。
2. 一般阴平读低降升，阳平高降，上声高平，去声低降。调值与石济片、章利片相近。
3. 影疑母开口呼洪音有声母 /ŋ/。